# الله كندي
الله كندي (بالفارسية: الله‌کندی) هي مستوطنة تقع في قسم تشاراويماق المركزي في إيران. يقدر عدد سكانها بـ 33 نسمة .